# ینقول
 ینقول  نام روستایی است از توابع شهرستان برکاء (به عربی:  ولایة برکاء )       یکی از شهرستانهای  استان باطنه  
در کشور پادشاهی عمان است.

## جمعیت
روستای  ینقول   دارای ۱۰ خانوار و ۷۵   نفر جمعیت  می‌باشد که از اهل سنت و مالکی مذهب هستند.

## آثار باستانی
در این روستا  آثارهای باستانی متعددی وجود دارد که عبارت‌اند از: «حصن ینقول» این حصن یا دژ بر فراز کوه بلندی مشرف بر روستای ینقول قرار دارد. وچنانکه از بالای برج قلعه، و به حکم موقعیت قلعه که بر فراز قله کوهی بلند قرار داشته بود تمام منطقه ینقول و راه‌های پیرامون آن ومنطقهٔ برکاء  به‌وسیله دیده‌بان‌ها نظارت می‌شد، و منطقه کاملاً جلو چشم دیده‌بان‌ها قابل رؤیت بود، و هر  حرکتی غیر طبیعی ملاحظه می‌کردند به حاکم محلی   ابلاغ می‌کردند. همچنین آثار  مسجدی تاریخی در ضلع جنوبی روستا به چشم می‌خورد که تاریخ   بناء آن به دوران اوائل اسلام  بر می‌گردد.